# 小宮賢一
小宮 賢一（こみや けんいち、1911年9月10日 - 1990年6月3日）は、日本の建築系内務官僚。都市計画家。建築行政家。
現在運用されている建築基準法や都市計画法制定に尽力。建築の審査・行政指導方面で活躍した人物。
一方で、戦前期東武鉄道に造成開発された分譲住宅地常盤台 (板橋区)原案の設計者としても知られる。

## 略歴
東京出身。1934年（昭和9年）東京帝国大学工学部建築学科を卒業後、内務省本省大臣官房都市計画課に入省配属。市街地建築物法の運用、防火防空都市計画を担当した。
1937年（昭和12年）には、砧台付近を想定して戦前開催が中止となった当時の東京オリンピック選手村試案を制作し『建築と社会』11月号にて発表している。試案では、現バス通路と東横電鉄の新線を想定して両者が交差する所に新駅を配し、そこから南の中央公園に向かって幅員が二十五メートルある並木道を通しており、並本道と交わる道路が逆Ｓ字状に選手村を縦断させて、それに直交する袋小路に往戸を線状に配している。他方、地形を尊重した曲線道と緑地を計画、多摩川の河岸段丘に当たる敷地の東四辺に緑地が配されていた。
戦後は建築関連の法案の草案、建築基準法起草を担当。1947年（昭和22年）の日本計画士会結成にも参画。
1952年（昭和27年）から建設省住宅局建築指導課長、1957年（昭和32年）から神奈川県建築部長などを歴任後に大同工業大学（現・大同大学）工学部教授。1969年から1972年度まで、日本都市計画学会副会長をつとめる。死去の直前までは全国建築審査会協議会の会長など数々の要職を務めていた。
小宮は「昭和22年に戦災復興院建築局で作られた建築法草案は、3年後の建築基準法の立案に非常に役に立ったし、またその後の建築立法にもかなりの影響を与えている」とのべている。
現在、日本建築センターに、生前氏が所蔵していた資料を収めた小宮賢一文庫が創設され、資料は整理されて公開されている。

## 主著
- 建築基準法の生い立ち (基準法と消防法) 建築雑誌 98(1215), 2-3, 1983-12-20
- 建築基準法の生い立ち (〔建築〕基準法と消防法 - 法令は安全な建築を育んでいるか) 建築雑誌 98(1215), p2-3, 1983-12
- 建築法制委員会 小宮賢一, 谷内田二郎, 和田友一 建築雑誌. 研究年報 70, 1180, 1971-03-20
- 1.鉄骨耐火被覆は必要か (防火 耐火被覆と安全性-鉄骨耐火被覆は必要か-,主集 45年度関東大会「研究協議会」課題) 建築雑誌 85(1027), 601-602, 1970-08-20
- 1.法体系のあり方について (建築計画I 設計と法的規制,主集 45年度関東大会「研究協議会」課題) 建築雑誌 85(1027), 573-574, 1970-08-20
- 建築法制委員会 小宮賢一, 谷内田二郎, 和田友一 建築雑誌. 研究年報 69, 1061, 1970-01-15
- 鋼構造の耐火被覆の問題点(技術の頁-90-構造部門) 建築と社会 51(2), 60-61, 1970-02
- 建築計画-1-設計と法的規則 (疎住・密住地域の計画性(45年度日本建築学会関東大会研究協議会課題 - 農村計画)) 建築雑誌 85(1027), 573-577, 1970-08
- 人命の安全上から見た災害荷重の決め方 大会学術講演梗概集. 構造系 44(構造系), 741-742, 1969-07-15
- 建築基準法と学会規準の在り方 建築雑誌 84(1007), 11, 1969-03-20
- 都市計画法制についての2,3の意見 (主集 都市計画の転換期と法制) 建築雑誌 82(989), 812, 1967-12-20
- 建築基準法の一部改正について 財政経済弘報 (638), 1957-07
- 緩和された四つの建築基準 時の法令 (247), 45-47, 1957-06-23
- 現代建築の諸問題 (創立70周年記念ゼミナール) 建築雑誌 71(841), 45-53, 1956-12-20
- 建築行政座談会 浅田孝, 伊藤憲太郎, 加藤渉, 小宮賢一, 図師嘉彦, 中井新一郎, 早川文夫, 前田勇, 吉田安三郎, 篠原正也 建築雑誌 71(837), 45-60, 1956-08-20
- 防火建築帯の造成とその効果 市政 5(10), 61-68, 1956-10
- 建築行政と予防消防 予防時報 (21), 1955-04
- 建築士法の一部改正 建設時報 7(10), 1955-10
- 建築行政・住宅行政 (1953年建築界回顧) 建築雑誌 69(808), 12-13, 1954-03-20
- 建築基準法 (1984年, 特別法コメンタール) 第一法規出版 ASIN: B000J6SIRM
- 中央官衙地区計画 新都市 6(4), 15-17, 1952-04
- 建築行政 (1951年建築界展望) 建築雑誌 66(781), 27, 1951-12-20
- 建築士の設計と工事監理 : 建築士法及び建築基準法の改正について 建築雑誌 66(778), 22-24, 1951-09-20
- その後の建築基準法と建築士法 建築雑誌 65(769), 1-5, 1950-12-20
- 建築基準法と建築士法 建築雑誌 65(765), 1-5, 1950-08-20
- 建築基準法について 自治時報 3(7), 52-58, 1950-07
- 市街地建築物法関係三省令の改正 建設時報 2(2), 25-27, 1950-02
- 昭和24年住宅調査について(續報) 建築雑誌 64(751), 25-29, 1949-05-20
- 昭和23年住宅調査について 建築雑誌 64(747), 14-19, 1949-01-20
- 敷地割の規格化について (第2部會 : 歴史,計畫,都市計畫) (昭和21年度建築學會大會特輯) 建築雑誌 62(728・729), 25, 1947-02-20
- 敷地割の規格化について 大会学術講演梗概集. 計画系 21(2), 39-42, 1945-11-22
- 1) 地方計畫及び都市計畫に於ける建築統制の具體策 建築學會論文集 (29), 356, 1943-05-30
- 圓版基礎の下に於ける砂中の應力分布に就て 井坂富士雄, 岩田勝雄, 小宮賢一 建築雑誌 48(584), 300-305, 1934-04-15